# 奥东河畔欧奈
奥东河畔欧奈（法語：Aunay-sur-Odon，法語發音：[onɛ syʁ ɔdɔ̃] ⓘ）是法国卡尔瓦多斯省的一个旧市镇，属于维尔区。2017年，奥东河畔欧奈与临近的6个市镇合并为新市镇莱蒙多奈，奥东河畔欧奈为新市镇行政中心。

## 地理
奥东河畔欧奈（49°1'13"N, 0°37'55"W）面积12.74 平方千米，位于法国诺曼底大区卡爾瓦多斯省，该省份为法国西北部沿海省份，北濒大西洋英吉利海峡，东北与滨海塞纳省以海上边界相接，东临厄尔省，南至奧恩省，西与芒什省接壤。
与奥东河畔欧奈接壤的市镇（或旧市镇、城区）包括：博凯、博讷迈松、库尔沃东、隆维莱尔、勒梅尼勒欧格兰、翁德方丹、鲁康、圣阿尼昂-勒马莱尔布、圣乔治多奈、瑟利讷。

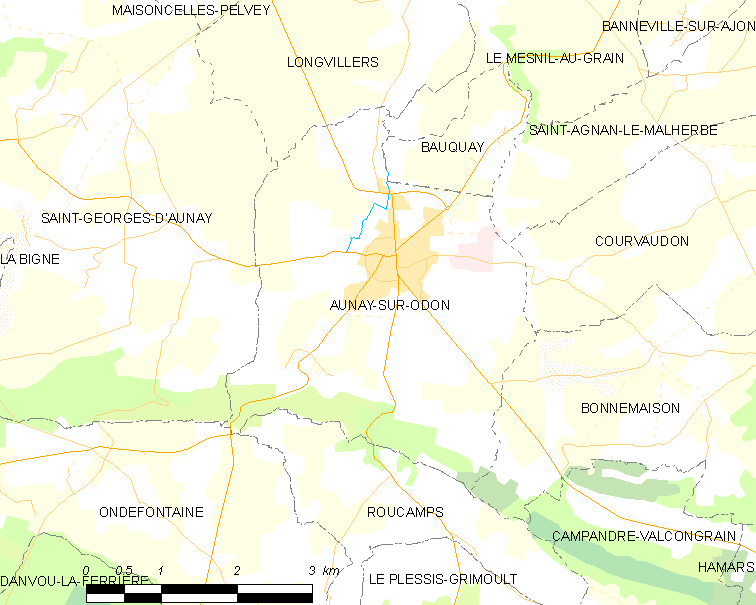
奥东河畔欧奈的OSM定位图

奥东河畔欧奈的时区为UTC+01:00、UTC+02:00（夏令时）。

## 行政
奥东河畔欧奈的邮政编码为14260，INSEE市镇编码为14027。

## 政治
奥东河畔欧奈所属的省级选区为莱蒙多奈县。

## 人口

1962-2008年间奥东河畔欧奈人口变化图示

奥东河畔欧奈于2018年1月1日时的人口数量为3209人。